# Жиричі
Жи́ричі — село в Україні, у Ратнівській селищній громаді Ковельського району Волинської області за 8 км від селища Ратне та за 19 км від залізничної станції Заболоття. Населення згідно з переписом 2001 року становило 4560 жителів.
На території села знайдено потужне родовище самородної міді.
В селі працює школа 1-3 ст., у якій навчаються близько 400 учнів.

## Історія
Згадується вперше село під назвою Жиржиче (згодом Жириче) у люстрації 1500 року. У цьому році тут було 11 дворищ. 6 чоловік з цього села повинні нести повинність — зазначено в люстрації — працювати на будь-яких роботах в Ратнівському замку. Проживали тут такі поселяни: Гринь, Андрей, Мас, Ігнат, Кикич, Іванич, Хома, Нікон, Гринич, Нелькович.
Переказують, що ця назва пішла від гарних пасовищ і сіножатей, на яких тутешні селяни випасали вдосталь корів, овець, коней. Худоба паслася день і ніч на цих буйних травах і виглядала розкішною. А через те, що трав'яна паша колись тут звалася «жиром» тому й село набрало назву Жирище, а згодом Жиричі.
У документі 1565 року зазначено, що в селі осілих людей є немало, але однак тільки з чотирьох дворищ платять побори, що складаються з меду, двох «колід» вівса, по десять візків сіна, по два півні. Віддавали сир, масло й т.д. У селі було два порожніх дворища, тобто без осілих людей, і чотири менших, з яких бралися і відповідно менші побори.
Натомість відзначено, що рибалок, які мали влітку вільне ловіння малими сітями і вершами є аж сорок три і кожен з них сплачував в рік чиншу по гр. шість.
У 1898 році під час перепису населення зазначено, що в селі є 172 двори, проживає 1391 чол.
Населення в 1970 році становило 2656 чол., в 1997 р. — 2352. Всього тут є 722 індивідуальних господарства, які володіють 844 гектарами землі. Територія сільської ради охоплює 7413 гектарів. Перший голова сільської ради — Менько М. М.
У роки Другої світової війни нацисти в селі розстріляли 57 чол. 139 примусово вивезли в Німеччину, спалили 129 житлових будинків. До регулярної армії було призвано майже 150 чол. З них загинуло 71, у тому числі 23 пропало безвісти. У сімдесятих роках споруджено пам'ятник односельчанам, які не вернулися з фронтів.
У селі 8 осіб реабілітували як таких, що потерпіли від тоталітарного режиму.
Колгосп носив назву «Росія», мав 4527 га землі, у тому числі 1716 га орної, реформоване АПО в 1997 році володіло 3443 га сільськогосподарських угідь, у тому числі 1171 га орної землі.
У селі церковноприходську школу відкрили 9 березня 1887 року. У 1898 році там навчалося 18 хлопчиків. Збереглися в селі дані, що в 1897 році вчителем був Флячинський Леонтій.
Будувалося приміщення школи в 1912 році. Районна газета 11 червня 1963 року сповіщала, що споруджується нове приміщення Жиричівської семирічної школи. Вже виведено зруб, поставлені крокви на даху. Незабаром школу було добудовано.
Нинішнє приміщення побудоване в 1981 році
[неавторитетне джерело].
12 червня 2020 року, відповідно до розпорядження Кабінету Міністрів України № 708-р «Про визначення адміністративних центрів та затвердження територій територіальних громад Волинської області», увійшло до складу Ратнівської селищної територіальної громади.
19 липня 2020 року, в результаті адміністративно-територіальної реформи та ліквідації Ратнівського району, село увійшло до новоутвореного Ковельського району.

## Населення
Згідно з переписом УРСР 1989 року чисельність наявного населення села становила 2328 осіб, з яких 1125 чоловіків та 1203 жінки.
За переписом населення України 2001 року в селі мешкало 2278 осіб.

### Мова
Розподіл населення за рідною мовою за даними перепису 2001 року:
| Мова       | Відсоток |
| ---------- | -------- |
| українська | 99,56 %  |
| російська  | 0,22 %   |
| білоруська | 0,17 %   |
| молдовська | 0,04 %   |